# Растеде
Растеде (нім. Rastede) — сільська громада в Німеччині, розташована в землі Нижня Саксонія. Входить до складу району Аммерланд.
Площа — 123 км2. Населення становить 22 874 ос. (станом на 31 грудня 2021).